# الصم في جمهورية الكونغو الديمقراطية
يبلغ عدد سكان جمهورية الكونغو الديمقراطية حوالي 1.4 مليون شخص أصم من إجمالي عدد السكان البالغ حوالي 86.7 مليون نسمة. تزعم منظمة الصحة العالمية أن البلدان في منطقة جنوب الصحراء الكبرى في أفريقيا هي واحدة من المناطق الأكثر تضررًا بمضاعفات ضعف السمع، مقارنة ببقية العالم. يتعرض الأشخاص الصم في جمهورية الكونغو الديمقراطية للإهمال والتمييز من قبل أسرهم والحكومة، ولكنهم يقابلون أيضًا بطرق صغيرة ومتنوعة من الدعم والصدقة من خلال المنظمات الدينية وغير الدينية والحكومية الدولية والأوروبية والأسترالية والأمريكية.

## ظهور اللغة
إحدى اللغات الرسمية في جمهورية الكونغو الديمقراطية هي اللغة الفرنسية (وهي أقرب إلى الفرنسية البلجيكية)، والتي لا تزال تحتفظ بتأثيرات الاستعمار البلجيكي. اللغات الوطنية الأصلية الأكثر شيوعًا هي اللينغالا، والكيكونغو، والكيتوبا، والتشيلوبا، والسواحيلية، بالإضافة إلى 215 لغة أصغر. يتم التحدث بكل هذه اللغات حسب المنطقة ومدى كونها ريفية أو حضرية.
أصبحت لغة الإشارة الآن اللغة الرسمية الخامسة للبلاد. تُستخدم لغة الإشارة الأفريقية الفرنكوفونية (LSAF) نظرًا لأن نسبة كبيرة من السكان يتحدثون الفرنسية في الأماكن الحكومية والتعليمية، وأصبحت متداخلة مع اللغات المحلية. وقد تم الإبلاغ عن استخدام لغة الإشارة الأمريكية (ASL) ولغة الإشارة الكونغولية (CSL) أيضًا، وخاصة في مدارس الصم. انتقلت لغة الإشارة الأمريكية إلى جمهورية الكونغو الديمقراطية عبر العمل التبشيري من أمريكا إلى غرب إفريقيا، في المقام الأول من خلال مساهمات أندرو فوستر، وهو مبشر أمريكي من أصل أفريقي أصم. أسس فوستر 32 مدرسة للصم في أفريقيا، بعضها في جمهورية الكونغو الديمقراطية، وتلك المدارس على وجه الخصوص تدرس لغة الإشارة الأمريكية. بالنسبة لـ CSL وLSAF، من غير الواضح مقدار ما يتم تدريسه في المدارس. بشكل عام، يسرد موقع جامعة جالوديت 39 مدرسة قائمة في جمهورية الكونغو الديمقراطية، وقد تم إدراج 56 منها في مسح أجراه الاتحاد العالمي للصم (WFD).

## المنظمات الهامة
هناك حوالي 529 منظمة غير حكومية كونغولية تدافع عن الأشخاص ذوي الإعاقة. معظم المنظمات التي تهدف إلى مساعدة الأشخاص الصم هي منظمات خيرية أوروبية وأسترالية تتعاون مع منظمات أخرى في جمهورية الكونغو الديمقراطية. تميل هذه المؤسسات الخيرية إلى أن تكون ذات أساس ديني وتعتمد على الأشخاص الذين يستمعون. ومع ذلك، تعترف جامعة جالوديت بالمدارس والمنظمات الأصغر المحتملة الموجودة في جمهورية الكونغو الديمقراطية. كما أن مجلس الكونغو الديمقراطية عضو عادي رسمي في الاتحاد العالمي للصم، وهي حالة يمكن من خلالها الموافقة على أي منظمة في جمهورية الكونغو الديمقراطية إذا كان لديها أغلبية من المشاركين الصم، وهي منظمة قانونية محققة في البلاد، وتشارك أهداف الاتحاد العالمي للصم. هناك أيضًا جمعية الصم في كينشاسا، عاصمة جمهورية الكونغو الديمقراطية، والتي رد فيها الرئيس نغوي موانزا على حظر الرسائل النصية في عام 2011 (انظر القسم التالي).
الجمعية الوطنية للصم (الجمعية الوطنية للصم في الكونغو) (ANSCO) هي منظمة تأسست في عام 1988. من غير الواضح ما إذا كانت منظمة ANSCO يديرها أشخاص صم أو سامعون، أو كليهما. ومع ذلك، فإنها تركز بشكل رئيسي على الدعوة إلى توفير المترجمين الفوريين، حيث يوجد حوالي 150 مترجمًا فوريًا رسميًا في جمهورية الكونغو الديمقراطية، وفقًا للتقارير في عام 2008. هناك أيضًا فرع لهذه المنظمة مصمم للآباء، ويُسمى اتحاد آباء الأطفال الصم في الكونغو (Union des Parents des Enfants sourds du Congo) (UPEC). بالإضافة إلى ذلك، فإن الرابطة الوطنية للمترجمين الفوريين (Association Nationale des Interprètes en Langue des Signes) هي منظمة منفصلة تتلقى تمويلًا من ANSCO.
وقد تم ذكر منظمة خاصة بالنساء الصم، تدعى Action Femme Sourde (AFS)، والتي تدافع عن مشاركة النساء الصم في مجتمعاتهن. أقامت جمعية المحامين الأمريكية شراكة مع AFS في مارس 2017 عندما تعرضت امرأة صماء للاغتصاب والقتل في جمهورية الكونغو الديمقراطية.
تضم صفحة الفيسبوك "Deaf News DRC / Info des Sourds de la RDC" حاليًا أكثر من 600 متابع، وتحتوي على أحداث إخبارية سابقة حدثت في مجتمع الصم.

## حقوق الإنسان
غالبًا ما يتعرض الأشخاص ذوو الإعاقة في جمهورية الكونغو الديمقراطية للتمييز والإهمال والتخلي. تحتوي قاعدة بيانات هيئات المعاهدات التابعة للأمم المتحدة على عدد من المعاهدات التي تم التصديق عليها مع جمهورية الكونغو الديمقراطية، بما في ذلك اتفاقية حقوق الأشخاص ذوي الإعاقة. وافقت وزارة الشؤون الاجتماعية والعمل الإنساني والتضامن الوطني في جمهورية الكونغو الديمقراطية على الاتفاقية وبروتوكولها الاختياري، والذي يسمح للاتفاقية بفحص جمهورية الكونغو الديمقراطية بشكل منتظم فيما يتعلق باتجاهاتها ومعاملتها للأشخاص ذوي الإعاقة، وذلك في 30 سبتمبر/أيلول 2015. تم اعتماد الاتفاقية في ديسمبر 2006، وتهدف إلى الدفاع عن حياة الأشخاص ذوي الإعاقة، والاعتراف بإمكانية الوصول والتقاطع داخل تلك المجتمعات، وفي المادة 2 من إعلانهم، الدفاع عن الحق في التواصل واللغة من خلال الإشارة. إن لجنة حقوق الأشخاص ذوي الإعاقة التابعة لمكتب الأمم المتحدة المشترك لحقوق الإنسان هي أيضًا منظمة مشاركة في جمهورية الكونغو الديمقراطية. تأسست مشاركتهم في عام 2008 مع وجود المكتب الرئيسي في كينشاسا و11 مكتبًا أصغر حجمًا في جميع أنحاء البلاد، وتشمل "فئاتهم المستهدفة" النساء والشباب.
في 3 ديسمبر 2011، حظرت حكومة جمهورية الكونغو الديمقراطية الرسائل النصية القصيرة ردًا على الاحتجاجات على نتائج الانتخابات الرئاسية الأخيرة، والتي فاز فيها جوزيف كابيلا ورفض خصمه إتيان تشيسكيدي النتيجة. تم إنشاء الحظر بهدف السيطرة على الاتصالات على أمل الحد من تنظيم الاحتجاجات، وخاصة العنيفة منها. قبل الحظر، كان الصم يتلقون تنبيهات عبر الرسائل النصية كلما حدثت احتجاجات عنيفة بالقرب منهم. وبسبب هذا أصبحت مجتمعات الصم أكثر عرضة للخطر. وأدان العديد من الأشخاص الآخرين الحظر وتأثروا به أيضًا. أرسلت منظمة مراسلون بلا حدود، وهي منظمة غير حكومية دولية تحمي الحق في حرية التعبير في وسائل الإعلام، خطابًا يطالب برفع الحظر إلى أدولف لومانو موليندا بوانا نسيفو، نائب رئيس الوزراء ووزير الداخلية والأمن، مدعية أن الحظر غير دستوري. ويتعلق هذا بالمادة 23 من دستور جمهورية الكونغو الديمقراطية، التي تضمن الحق في حرية التعبير. تم رفع الحظر بعد ثلاثة أسابيع في أعقاب ردود فعل عنيفة من قبل منظمات حقوق الإنسان.
هناك فيلم مستقل من إنتاج خريج جامعة سيينا الإيطالي أنطونيو سبانو، بعنوان " أنا الداخلي". يسلط الفيلم الضوء على تجارب أربع نساء صماء، إماكولي، وجيميما، وسيلفي، وستوكا، وتحديدًا في بوتيمبو، شمال كيفو. تتشارك هؤلاء النساء الأربع معلومات حول حياتهن وتجاربهن داخل مجتمعهن، وكيف أن كونهن أصماء يجعلهن معزولات مما يدفع الآخرين في كثير من الأحيان إلى عزلهن.

## الكشف المبكر عن السمع والتدخل
مؤسسة ستاركي للسمع هي مجموعة رعاية صحية غير ربحية مقرها مينيسوتا، ولديها مركز سمع في كينشاسا يسمى خزانة النطق والسمع. تسعى هذه المنظمة إلى توفير التكنولوجيا والتعليم باستخدام منتجات Starkey من خلال فلسفة "رعاية السمع القائمة على المجتمع".
تذكر منظمة خيرية مسيحية مقرها في أستراليا، تدعى Medical Mission Aid، على موقعها الإلكتروني أنها أكملت مشروعًا في بوكافو، جمهورية الكونغو الديمقراطية. تم تنفيذ المشروع في قسم الأذن والأنف والحنجرة في المستشفى العام في بوكافو وكان الهدف منه إنشاء قسم سمع أكثر كفاءة. وفقًا لموقعهم الإلكتروني، فقد طلبوا تبرعات لشراء معدات سمعية، وسعوا إلى توفير "خدمات إعادة تأهيل"، وأرادوا تثقيف الأسر والمجتمع بشكل عام حول "صحة الأذن كإجراء وقائي" و"تداعياتها على الأشخاص ذوي الإعاقة". كما يوجد بيان على موقعهم الإلكتروني يوضح أنهم موّلوا طالبًا لدراسة علم السمع والعمل بشكل مستقل وكأخصائي سمع في قسم الطوارئ الطبية بالمستشفى، بهدف توفير تجهيزات المعينات السمعية، وتدريب أخصائيي السمع الآخرين، والمزيد من التثقيف في مجال إعادة التأهيل.
مركز التعليم وإعادة التأهيل المجتمعي (CERBC) هي منظمة تم تأسيسها في عام 2004 من قبل إسماعيل بياروهانجا، وهو خريج دكتوراه من جامعة كولونيا في ألمانيا. على موقعها الإلكتروني، تُصرّح بأنها منظمة مسيحية غير حكومية وغير ربحية، وتُركّز على "إعادة التأهيل"، و"صون كرامة الأشخاص ذوي الإعاقة"، و"ضمان اندماجهم في المجتمع". بالإضافة إلى خدمات السمع، تُقدّم CERBC أيضًا تعليمًا ابتدائيًا وثانويًا، وعلاجًا للنطق (ليس للصم، بل للأشخاص الذين يعانون من التأتأة)، وعلاجًا طبيعيًا، وجراحة العظام.

## التعليم الابتدائي والثانوي
قبل مساهمات أندرو فوستر، قامت أخوات القديس يوسف من كوميو، من إيطاليا، بتأسيس أول مدرسة للصم في عام 1955 في مقاطعة باندوندو. بعض المدارس الابتدائية والثانوية في جمهورية الكونغو الديمقراطية مخصصة للصم، وبعض المدارس مخصصة للأشخاص ذوي الإعاقة بشكل عام، ويتم دمج الأشخاص الصم في البرنامج. هناك 35 مدرسة للصم مدرجة على موقع جامعة جالوديت، ولكن من غير المؤكد ما إذا كانت كل المدارس لا تزال مفتوحة أم لا.
يضم مركز التعليم وإعادة التأهيل المجتمعي (CERBC) أيضًا مدارس ابتدائية وثانوية، وفي الفترة ما بين 2016 و2017، التحق 38 طالبًا أصمًا بالمدارس. يذكر موقعهم على الإنترنت أن ثلاثة من طلابهم الصم واثنين من طلابهم ذوي الإعاقات الجسدية تم التخلي عنهم في المدرسة. يتم توفير المساكن أيضًا للطلاب الذين لا يستطيعون التنقل. في دراستهم الثانوية، يختار الطلاب المهنة التي يرغبون في العمل بها ويتلقون تدريبًا في برنامج الدبلومة الخاص بذلك. تتضمن برامج الدبلوم المقدمة الخياطة ومهارات الكمبيوتر والموسيقى، والتي يقول الموقع الإلكتروني إنها أول برنامج موسيقي في شمال شرق جمهورية الكونغو الديمقراطية.
مدرسة آرو للصم أو Ecole des sourds-Muets d'Aru (ESMA) هي مدرسة معتمدة ومسجلة من قبل حكومة الجمهورية، ولكنها ليست مدرسة مملوكة للحكومة. تأسست المدرسة في عام 2004 في أرو، شمال شرق جمهورية الكونغو الديمقراطية، وتديرها منظمة مسيحية. هدفهم الرئيسي هو المساعدة في تأسيس حياة أفضل للطلاب في مدرستهم، وهم الصم والمكفوفون وذوي الإعاقة. وتشمل تكتيكاتهم في هذا الصدد تدريب المدربين والآباء على لغة الإشارة، وفحص الأذن للوقاية من الصمم، والتدريب على مهارات تجارية مختلفة، والتعليم الأساسي، ودراسات الكتاب المقدس.
تقع مدرسة بو تا توبا الابتدائية للصم في منطقة باندوندو في جمهورية الكونغو الديمقراطية. تم تمويل المدرسة من قبل صندوق الأمم المتحدة للطفولة ( اليونيسيف ) لتلقي أجهزة سمعية لطلابها الصم، حيث حصل 30 منهم على أجهزة سمعية في العام الدراسي 2013-2014، و45 في العام الدراسي 2014-2015. وفقًا لرئيسة المدرسة، الأخت بريجيت تاو، كان أحد الأهداف التي حققوها من خلال هذا البرنامج هو تحسين "إدراك الإعاقة"، مما أدى بدوره إلى زيادة المساواة في باندوندو.
مدرسة الصم في مدينة بوتا في باس أويلي، جمهورية الكونغو الديمقراطية هي مدرسة ابتدائية وثانوية مسجلة أخرى. تلقت مجموعة من الأطفال ومديران من المدرسة الدعم من القائم بأعمال حاكم باس أويلي، روث بادولي غبانغوسا، بعد اجتماعهم الشخصي حيث ناقش الأطفال المعاملة غير العادلة، مثل عدم حصول معلميهم على رواتبهم، وغياب المقاعد في المدرسة، وتطورهم الأكاديمي غير الناجح بسبب هذه المعضلات وغيرها.
تقع مدينة نجوفو يترو في بلدة روتشورو في كيوانجا، جمهورية الكونغو الديمقراطية، وهي معروفة بتدريبها المهني في البناء والنجارة والخياطة والتصوير الفوتوغرافي. وقد استقطب التدريب هناك حتى الطلاب المهتمين والمتراكمين الذين يسمعون وليس لديهم إعاقة. صرح مدير المدرسة، أوداسيوكس نتاومينيا جيمي، لوسائل الإعلام قائلاً: "يحظى المتدربون في مدرستنا بتقدير كبير من قبل السكان وأصحاب العمل الذين يطلبونهم بشكل متزايد". في العام الدراسي 2019-2020، كان هناك 30 طالبًا في المدرسة الابتدائية وتسعة في المدرسة الثانوية.
رجل مثلك هي مدرسة أنشأتها راهبة كاثوليكية، الأخت ويفين لوكالو أو "أم ويفين"، وتقع في مبوجيمايي، جمهورية الكونغو الديمقراطية. وهي مدرسة للصم وغيرهم من الأطفال ذوي الإعاقة، ويتحدث الأطفال الصم مع بعضهم البعض بلغة الإشارة، على الرغم من أنه ليس من المؤكد ما هي لغة الإشارة هذه. تم بناء المدرسة من قبل مؤتمر الأساقفة في إيطاليا، ولكنها لم تحصل على أموال مستدامة أو تشغيلية، والآن يتم تمويلها من قبل الدولة الكونغولية، ويتم دفع رواتب نصف الموظفين من قبل الدولة شهريًا. يتلقى الأطفال تعليم القراءة والكتابة والتدريب المهني، مثل الخياطة والنسيج وصناعة الأحذية والزراعة والموسيقى، لكنهم يفتقرون أيضًا إلى بعض المواد، ويحتاجون إلى أدوات المطبخ والمزيد من الطعام والإمدادات لطلابهم المكفوفين.
مدرسة الأمل للصم والمكفوفين في غوما هي منظمة تعليمية محلية غير ربحية لا تعمل حاليًا ولا تزال قيد الإنشاء. تم إنشاء صفحة GoFundMe تسمى "مدرسة الأمل للصم والمكفوفين" في 13 أكتوبر 2022، موضحة أن الأطفال تخلت عنهم عائلاتهم ويفتقرون إلى الغذاء المغذي في البرنامج، وبسبب هذه العوامل أصبحوا عرضة للأمراض. وأشاروا إلى أنهم سيستخدمون الأموال التي يتلقونها لتوفير المزيد من الأطعمة المغذية، وتدريب المدربين والآباء، وإدارة النفايات المنزلية بشكل أفضل.

## توظيف
استناداً إلى المدارس المخصصة للأطفال الصم وغيرهم من ذوي الإعاقات الأخرى الموجودة في جمهورية الكونغو الديمقراطية، هناك بعض الفرص المتاحة لكونك مدرساً و/أو مترجماً. يتلقى الطلاب في هذه المدارس بشكل أساسي التعليم الأساسي والتدريب المهني للحصول على فرص عمل مرتبطة بالعمل التجاري. قد يكون هذا من أجل العمل لدى شركة أو، نظرًا لأن التمييز في التوظيف هو أمر يواجهه الأشخاص الصم غالبًا، فينبغي عليهم إنشاء أعمالهم التجارية الصغيرة الخاصة. لا يسمح القانون الكونغولي بالتمييز على أساس العرق أو الجنس أو اللغة أو الطبقة الاجتماعية. ومع ذلك، لا يوجد في القانون الكونغولي على وجه التحديد قانون واضح يحظر التمييز ضد الإعاقة. حوالي 93% من الأشخاص ذوي الإعاقة في جمهورية الكونغو الديمقراطية عاطلون عن العمل.
على موقع جامعة جالوديت، توجد أربعة برامج مدرجة تحت عنوان "منظمات المترجمين الفوريين في جمهورية الكونغو الديمقراطية" وثلاثة برامج تحت عنوان "منظمات المهنيين في جمهورية الكونغو الديمقراطية". ويبدو أن مواقع هذه البرامج، إن وجدت، مقرها في فرنسا، إلا أن معلومات الاتصال على موقع جالوديت الإلكتروني تسرد أسماء أفريقية.
مؤسسة عائلة كاديواكو (KFF) هي منظمة غير ربحية، أسسها جون كاديواكو نتونتا في عام 2018، تعمل على تعزيز حقوق الأشخاص المحرومين والمعاقين من جميع الأعمار في أفريقيا، وأبرزها في جمهورية الكونغو الديمقراطية. وعلى وجه التحديد، فإنهم يساعدون في مهارات ريادة الأعمال ويوفرون التمويل للأشخاص في هذه المجتمعات لإنشاء حياة لأنفسهم كعمال مستقلين. اعتبارًا من عام 2018، قامت المنظمة بتنشيط 7 "مراكز تدريب" في جميع أنحاء البلاد والتي لا تزال تعمل، وتقدم لهم المنح، ودعم الشبكات، وفرص الأعمال. قاموا بتنظيم المؤتمر الأول في كينشاسا، والذي أطلقوا عليه اسم "ريادة الأعمال الشاملة للأشخاص ذوي الإعاقة"، في اليوم العالمي للأشخاص ذوي الإعاقة، وقاموا بتدريب حوالي 650 شخصًا من ذوي الإعاقة لتزويدهم بالأدوات اللازمة ليصبحوا رواد أعمال، اعتبارًا من عام 2018 أيضًا

## الرعاية الصحية
يوجد عدد من المستشفيات في جمهورية الكونغو الديمقراطية، وخاصة في المدن الكبرى كينشاسا وغوما. في جمهورية الكونغو الديمقراطية، يدفع حوالي 90% من الأطباء والمرضى في المستشفيات فواتيرهم الطبية من جيوبهم الخاصة. على سبيل المثال، إذا كان شخص ما في المستشفى لمدة 30 يومًا، فسوف يكون مدينًا بحوالي 515 دولارًا في جمهورية الكونغو الديمقراطية. هناك ممارسة مثيرة للجدل تحدث في المجال الطبي، وتؤثر على 24% من دول العالم و15 من أصل 54 دولة في أفريقيا. هذه العملية هي احتجاز في المستشفى، حيث لا يتم إطلاق سراح المريض المتوفى لأن أسرته لا تستطيع دفع تكاليف علاجه، أو يتم رفض إطلاق سراح المريض الحي لأنه لا يستطيع دفع فاتورته الخاصة. ويعني هذا أن الاحتجاز يؤثر بشكل غير متناسب على الأشخاص الأكثر فقراً الذين لا يستطيعون تحمل تكاليف العلاج الطبي بسهولة. وأيضًا، من أجل تجنب زيادة الفاتورة الطبية لشخص ما وإدخاله والمستشفى في المزيد من الديون، لا يتلقى المرضى علاجًا إضافيًا أثناء احتجازهم. وقد يؤدي هذا إلى تفاقم أعراض المرضى، فضلاً عن التأثير المحتمل على المعتقلين الآخرين القريبين. في جمهورية الكونغو الديمقراطية، يعتبر احتجاز النساء في المستشفيات أكثر شيوعًا بين النساء بعد الولادة، اللاتي لا يستطعن دفع فواتيرهن لأنهن غير متزوجات، أو تم التخلي عنهن من قبل مقدم الرعاية، أو تعرضن للحمل غير المقبول.
يميل الأشخاص الصم بالفعل إلى توخي الحذر بشأن تلقي العلاج الطبي، بسبب نقص التواصل، فضلاً عن حقيقة أنهم أيضًا عاطلون عن العمل بشكل غير متناسب. إن احتجاز المرضى هو مصدر خوف لدى عامة الناس، مما يقنع العديد من الناس بعدم طلب العلاج الطبي. ينطبق هذا بشكل خاص على الأشخاص الصم، لأنهم يميلون أيضًا إلى العيش في مناطق ريفية أكثر، مما يؤدي إلى تعليم أقل كفاية وشخصية، مما يؤدي بدوره إلى تواصل أقل فعالية بين الطاقم الطبي، مما قد يؤدي إلى تشخيص غير صحيح. في دراسة أجريت عام 2021، أبلغ الأشخاص الصم من مناطق جنوب الصحراء الكبرى في إفريقيا عن معاملة غير عادلة من قبل الطاقم الطبي، بما في ذلك عدم معاملتهم كأولوية، والافتقار إلى الخصوصية والاستقلالية، وعدم الاحترام العام.